# Radioastronomie

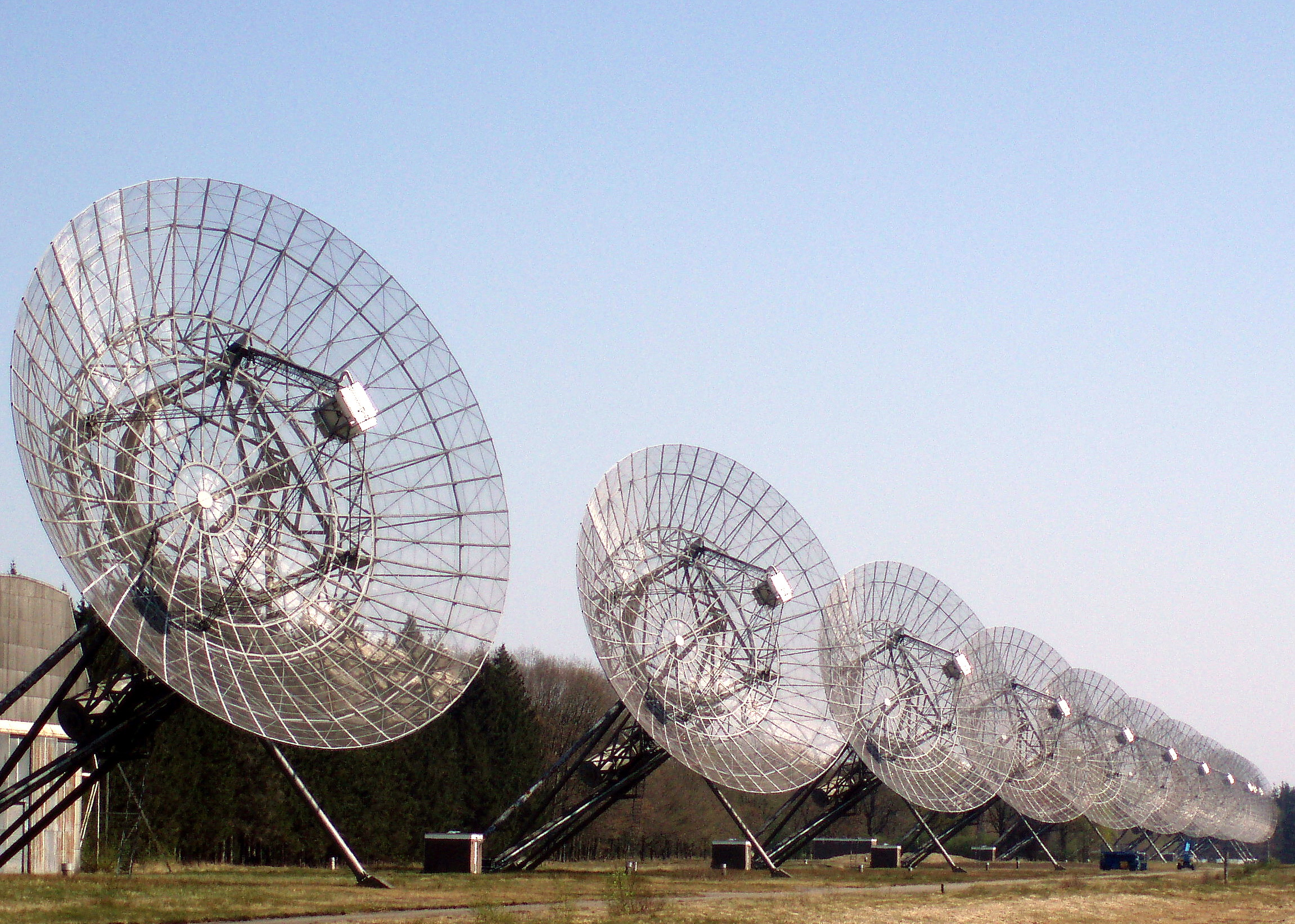
De Westerbork Synthese Radio Telescoop.

Radioastronomie is het deelgebied van de astronomie dat met radiogolven het heelal bestudeert tussen frequenties (golflengten) 30 MHz (10 m) en 700 GHz (0,4 mm). De studie van objecten bij de kortste golflengtes wordt ook (sub)millimeterastronomie genoemd.
De Nederlandse astronoom Jan Hendrik Oort heeft belangrijke bijdragen geleverd aan de ontwikkeling van de radioastronomie.

## Geschiedenis
Voordat Jansky de Melkweg observeerde in de jaren 1930, speculeerde men dat radiogolven zouden kunnen waargenomen worden van astronomische bronnen. In de jaren na 1860 lieten de Wetten van Maxwell zien dat elektromagnetische straling geassocieerd is met elektriciteit en magnetisme, en zou  kunnen bestaan bij elke golflengte. Verscheidene pogingen werden gedaan om radiostraling van de Zon te detecteren, door natuurkundigen zoals Nikola Tesla en Oliver Lodge, maar deze faalden door de technische beperkingen van hun instrumenten.
Karl Jansky maakte de ontdekking van de eerste astronomische radiobron serendipisch in het begin van de jaren 1930. Als ingenieur bij de Bell Telephone Laboratories, onderzocht hij ruis die trans-Atlantische radiozendingen bij korte golven stoorde (bij een frequentie van 20,5 MHz). Gebruikmakend van een richtingsgevoelige antenne, merkte Jansky dat zijn analoge penrecorder steeds weer een signaal aangaf van een onbekende bron. Omdat het signaal elke 24 uur een maximum vertoonde, dacht Jansky eerst dat de bron van de storing de Zon was die langs de gezichtslijn van zijn antenne bewoog.
Verdere analyse liet zien dat de bron niet precies een cyclus van 24 uur volgde, maar een van 23 uur en 56 minuten. Jansky besprak dit raadsel met zijn vriend, astrofysicus en leraar Albert Melvin Skellett, een bespreking die uitwees dat de tijd tussen pieken in het signaal precies een siderische dag was, wat men zou krijgen als de bron een astronomische oorsprong had vanuit een vaste plaats ten opzichte van de sterren en één keer langskwam bij een rotatie van de aarde. Na een vergelijking van zijn waarnemingen met optische sterrenkaarten, concludeerde Jansky ten slotte dat de straling piekte als zijn antenne wees naar het dichtste deel van de Melkweg in het sterrenbeeld Boogschutter. Hij kwam tot deze bevinding omdat de Zon (en dus de sterren) geen sterke bron van radiostraling waren, zodat de vreemde radiostraling misschien uitgezonden werd door interstellair gas en stof in de Melkweg. Jansky's radiobron, een van de sterkste in de Melkweg, werd Sagittarius A genoemd in de jaren 1950 en men ontdekte dat de straling uitgezonden werd door elektronen in een sterk magneetveld (synchrotronstraling) in de objecten die zich in dat gebied bevinden.
Jansky maakte zijn ontdekking in 1933 bekend. Hij wilde de radiogolven van de Melkweg in meer detail onderzoeken, maar Bell Labs liet hem aan een ander project werken, en hij deed geen verder werk op het gebied van de astronomie. Zijn pionierwerk op het gebied van de radioastronomie is wel erkend doordat men de fundamentele eenheid van fluxdichtheid, de jansky (Jy) naar hem genoemd heeft.
Grote Reber werd door Jansky's werk geïnspireerd en bouwde in 1937 een parabolische radiotelescoop met een diameter van 9 meter in zijn achtertuin. Hij begon met het herhalen van Jansky's waarnemingen en maakte verder de eerste survey op radiogolflengten. Op 27 februari 1942 detecteerde J.S. Hey, die werkte bij het Britse Leger, voor het eerst radiogolven die afkomstig waren van de zon. In het begin van de jaren 1950 hadden Martin Ryle en Antony Hewish van de Universiteit van Cambridge de Cambridge Interferometer gebruikt om de hemel in kaart te brengen en de 2C en 3C catalogi van radiobronnen te publiceren.

## Radioastronomie in Nederland

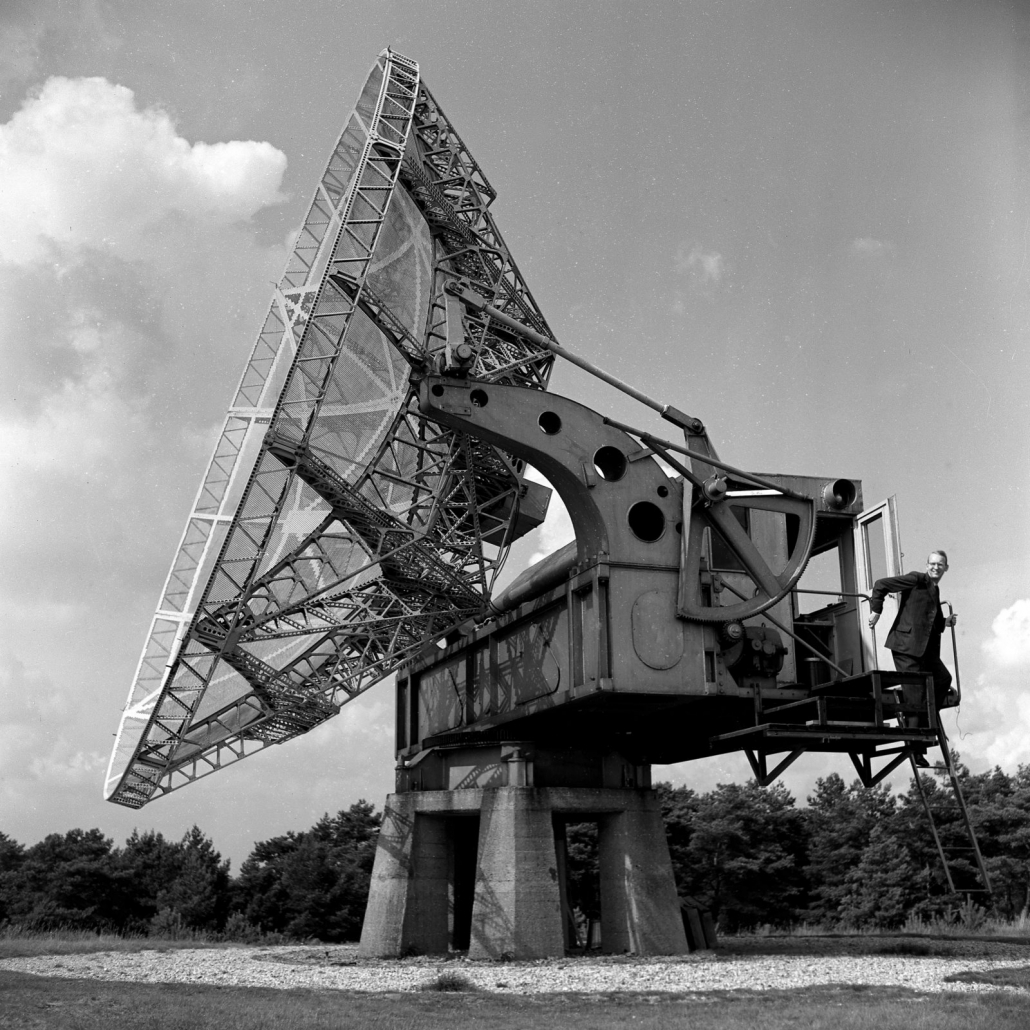
De eerste radiotelescoop in Nederland omstreeks 1951

Het begin van de radioastronomie in Nederland was op 15 april 1944, toen Hendrik C. van de Hulst voorspelde dat de waterstof in het radiogebied waar te nemen was, de 21cm-lijn. Na de oorlog werden toen onder leiding van Jan Hendrik Oort Duitse Würzburg antennes in Radio Kootwijk gebruikt om de eerste waarnemingen te doen.
Op 11 mei 1951 werden hier, kort na de Amerikaanse primeur, radiogolven omgezet in geluid en werden de eerste waarnemingen gedaan van neutraal waterstofgas in de Melkweg. Omdat de gevoelige radiotelescoop hinder ondervond van de radiozenders van Kootwijk, werden rond 1955 de antennes verplaatst naar Dwingeloo (voor 21 cm-waarnemingen) en Nederhorst den Berg 
(voor waarnemingen van de zon; NERA). In 1956 werd de bouw van de radiotelescoop van Dwingeloo voltooid en in 1970 werd de Westerbork Synthese Radio Telescoop in gebruik genomen. De nieuwste radiotelescoop in Nederland is LOFAR (sinds 2010).

## Radioastronomie in België
In Humain is sinds 1954 het Humain Radioastronomy Station van de Koninklijke Sterrenwacht van België gevestigd. Er worden radioastronomische metingen verricht van de zon.

## Techniek

De Effelsberg 100-m radiotelescoop

Doordat radiogolven een relatief lange golflengte hebben (centimeters tot vele meters) moeten radiotelescopen een veel grotere diameter hebben dan lichttelescopen om eenzelfde resolutie te kunnen bereiken. In de radioastronomie werd daarom al snel gebruikgemaakt van interferometrie; een techniek waarbij een aantal telescopen op een rij of zelfs op verschillende locaties (VLBI) wordt gebruikt om samen een hoog-opgelost beeld te vormen. Voorbeeld zijn de Nederlandse Westerbork Synthese Radio Telescoop en in de Verenigde Staten de VLBA-telescoop (Very Long Baseline Array) die vanaf Hawaï tot de oostkust van het Amerikaanse continent een totale lengte van duizenden kilometers heeft. Men kan op deze wijze bij de hoogste frequenties een resolutie bereiken van enkele micro-boogseconden.
In de radioastronomie wordt onderscheid gemaakt tussen de studie van bronnen met een continu spectrum en de studie van spectraallijnen (bijvoorbeeld de 21cm-lijn en lijnen van interstellaire moleculen bij de studie van de astrochemie).

## Bronmechanisme
Radiostraling kan ontstaan op meer manieren:
- zwarte straling
- remstraling
- synchrotronstraling
- recombinatielijnen, bijvoorbeeld van waterstof (met n groter dan 50)
- 21cm-lijn van waterstof
- rotatieovergangen van moleculen

Het ontstaansmechanisme van de straling kan onder meer bepaald worden uit de spectraalindex ervan.

## Radiobronnen
In 1954 kregen nieuw ontdekte radiobronnen de naam van het sterrenbeeld waarin ze lagen gevolgd door een letter met A meestal voor de sterkste bron (John D. Kraus et al.). Voorbeelden:
- Cassiopeia A, een supernovarest
- Centaurus A, een lensvormig sterrenstelsel
- Cygnus A, een radio-sterrenstelsel
- Fornax A, een lensvormig sterrenstelsel
- Orion A, de Orionnevel; een H-II-gebied
- Sagittarius A, het galactisch centrum
- Taurus A, de krabnevel; een supernovarest

Later, toen er meer radiobronnen gevonden werden werd van dit systeem afgestapt, maar de namen worden nog steeds gebruikt.